# В опасна близост
„В опасна близост“ (на английски: Close to Home) е американски сериал, съпродуциран от Warner Bros. Television и Jerry Bruckheimer Television за CBS. Излъчва се от 4 октомври 2005 г. до 11 май 2007 г. и в него участва Дженифър Финиган в ролята на Анабет Чейс - прокурор от Мериън Каунти, Индиана. Създаден от Джим Ленард, сериалът е сниман главно в Южна Калифорния.
На 16 май 2007 г. сериалът е официално прекратен от CBS.

## „В опасна близост“ в България
В България първи сезон на сериала е излъчен през 2006 г. по Нова телевизия с разписание от понеделник до петък. Повторенията му са излъчени през лятото на 2007 г., също всеки делник.
На 23 март 2009 г. повторенията на първи сезон започват и по Диема 2, като веднага след приключването им, на 14 април започват премиерите на втори сезон с разписание всеки делник от 21:00 и завършват на 13 май.
Ролите се озвучават от артистите Христина Ибришимова, Татяна Захова, Борис Чернев, Христо Узунов и Светозар Кокаланов.